# Autriche aux Jeux olympiques de 1900
L'équipe olympique d'Autriche, composée de 13 sportifs répartis dans 3 disciplines, a participé à ses deuxième Jeux à Paris. L'Autriche avec six médailles (trois d'argent et trois de bronze) s'est classée au quinzième rang du classement des nations.

## Liste des médaillés de l'Autriche
| Sport                     | Discipline  | Sportifs      | Performance |
| Médailles d’argent 3      |             |               |             |
| Natation                  |             |               |             |
| 200 mètres dos            | Karl Ruberl | 2 min 56 s 0  |             |
| 1 000 mètres nage libre   | Otto Wahle  | 14 min 53 s 6 |             |
| 200 mètres avec obstacles | Otto Wahle  | 2 min 40 s 0  |             |

| Sport                 | Discipline       | Sportifs     | Performance |
| Médailles de bronze 3 |                  |              |             |
| Escrime               |                  |              |             |
| Sabre individuel      | Siegfried Flesch |              |             |
| Sabre maître d'armes  | Milan Neralić    |              |             |
| Natation              |                  |              |             |
| 200 mètres nage libre | Karl Ruberl      | 2 min 32 s 0 |             |